# 茸翅蛺蝶屬
茸翅蛺蝶屬（學名：Lachnoptera）是蛺蝶科釉蛺蝶亞科彩蛺蝶族裡的一個屬。物種分佈於非洲。

## 物種
- 安茸翅蛺蝶 Lachnoptera anticlia = 茸翅蛺蝶 P. iole
- 鴨茸翅蛺蝶 Lachnoptera ayresii